# Raffaele Rossi
Raffaele Rossi (Perugia, 1º febbraio 1923 – Perugia, 7 febbraio 2010) è stato un politico italiano.

## Biografia
Nasce in una famiglia artigiana; il padre è fabbro e la madre sarta. Ottiene il diploma di scuola magistrale, avendo come insegnante Averardo Montesperelli che lo influenza nella scelte politiche successive. Ottenuta la licenza di insegnamento nel 1942, prende parte attivamente all'organizzazione antifascista dal 1943.

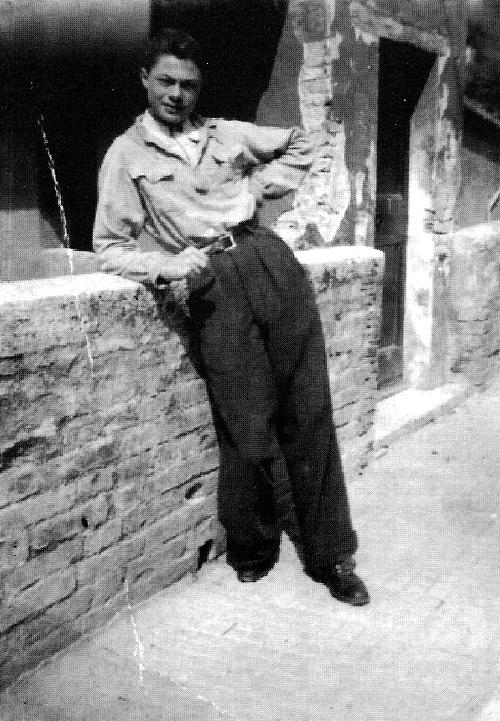
Immagine giovanile di Raffaele Rossi

Al termine del conflitto si iscrive al Partito Comunista entrando, nel 1946, nella direzione cittadina. Nel 1948 abbandona l'insegnamento per dedicarsi pienamente alla passione politica. Segretario cittadino e poi, in seguito a una richiesta diretta di Giorgio Amendola, della federazione ternana, nel 1956 viene eletto nel comitato centrale del partito.
Nel 1964 riprende l'attività di insegnamento come docente di lettere nelle scuole elementari e medie.
Segretario regionale umbro comunista nel 1966, viene eletto al Consiglio d'Europa e per tre legislature al Senato. L'ultimo suo impegno politico lo vede ricoprire la carica di vicesindaco di Perugia, dal 1980 al 1987.